# Rowen Fernández
Rowen Fernández, né le 28 février 1978 à Springs, est un footballeur international sud-africain. Il joue au poste de gardien de but.
Il a participé à la Coupe d'Afrique des nations 2008 avec l'équipe d'Afrique du Sud.

## Carrière
- 1996-2000 : Wits University, Afrique du Sud
- 2000-2007 : Kaizer Chiefs, Afrique du Sud
- 2007-déc. 2010 : Arminia Bielefeld, Allemagne
- depuis jan. 2011 : Supersport United, Afrique du Sud

## Palmarès
- 23 sélections en équipe d'Afrique du Sud depuis l'année 2004
- Champion d'Afrique du Sud en 2004 et 2005 avec Kaizer Chiefs
- Vainqueur de la Coupe d'Afrique du Sud en 2006 avec Kaizer Chiefs